# Bandera de Bremen

Bandera de Estado de Bremen con el escudo de armas mediano (Bremer Dienstflagge); proporción 3:2.

Bandera de Estado de Bremen con las armas mayores (Bremer Staatsflagge); proporción 3:2.

Bandera de Estado de Bremen para la navegación (Landesdienstflagge der bremischen Schiffahrt); adoptada entre 1891-1892 y 1952; proporción 3:2.

La bandera de Bremen, utilizada tanto por la ciudad de Bremen como por el Estado federado alemán que constituye la Ciudad Libre Hanseática de Bremen, consiste de por lo menos ocho franjas horizontales de rojo alternadas con blanco, y un ajedrezado en la cercanía del mástil. Coloquialmente es conocida como Speckflagge (bandera de beicon). La bandera civil no contiene el escudo de armas. La bandera de Estado existe en tres versiones:
- La Dienstflagge, que muestra el escudo de armas mediano en el centro.
- La Staatsflagge, que muestra con el escudo de armas mayores y usualmente tiene doce en lugar de ocho franjas.
- La Dienstflagge der bremischen Schiffahrt, que muestra el escudo de armas mayores y un ancla azul en un cantón blanco. Es utilizado en los edificios del Estado relacionados con la navegación y el transporte marítimo, y como bandera de proa para los barcos de Bremen.